# Haakon VII:s frihetsmedalj

Släpspänne

 Haakon VII:s frihetsmedalj är en norsk utmärkelse från andra världskriget, som instiftades den 18 maj 1945. Den kan delas ut till norska och utländska militärer och civila som på ett förtjänstfullt sätt har gett Norge tjänster under krig. Mottagaren behöver inte ha deltagit i strid. Medaljen är i brons med 33 millimeter i diameter och har monogrammet till Haakon VII över bokstaven ”V”, efter victoria, latin för seger. Den har texten "Allt för Norge".
Medaljen instiftades samtidigt med Haakon VII:s frihetskors, och samtidigt ändrades reglerna för de existerande utmärkelserna Krigskorset och Krigsmedaljen. De två nya utmärkelserna blev instiftade som en förtjänstorden med två klasser: Frihetskorset skulle vara den övre klassen och Frihetsmedaljen den nedre. Utformningen av de två utmärkelserna gjordes så att de fick vissa likheter: bägge har Haakon VII:s monogram kombinerat med bokstaven V - segertecknet - som det centrala motivet, och bägge är upphängda i ett mörkblått band.

## Utdelning
Utdelning av Haakon VII:s frihetsmedalj började 1945 och fortsatte under de första efterkrigsåren fram till början av 1950-talet. Från 1945 till 1949 utdelades medaljer till 204 norrmän, 507 britter och ett antal personer från andra länder. Avsikten var ursprungligen att utmärkelserna inte skulle utdelas till norska medborgare för civil eller administrativ insats, men de gavs ändå i några fall till norrmän som hade tjänstgjort under längre perioder på baser på Shetland eller på kontinenten, samt i Arktis.
Utdelningen togs upp igen 1979. Bakgrunden var en kritik mot att norska sjömän i handelsflottan under andra världskriget inte hade tilldelats hedersbetygelser. År 1981 togs utdelningen också åter upp för personer som tjänstgjort under andra världskriget i den norska marinen. Efter återupptagandet fick fram till 1989 12 178 personer Haakon VII:s frihetsmedalj.

## Bildgalleri

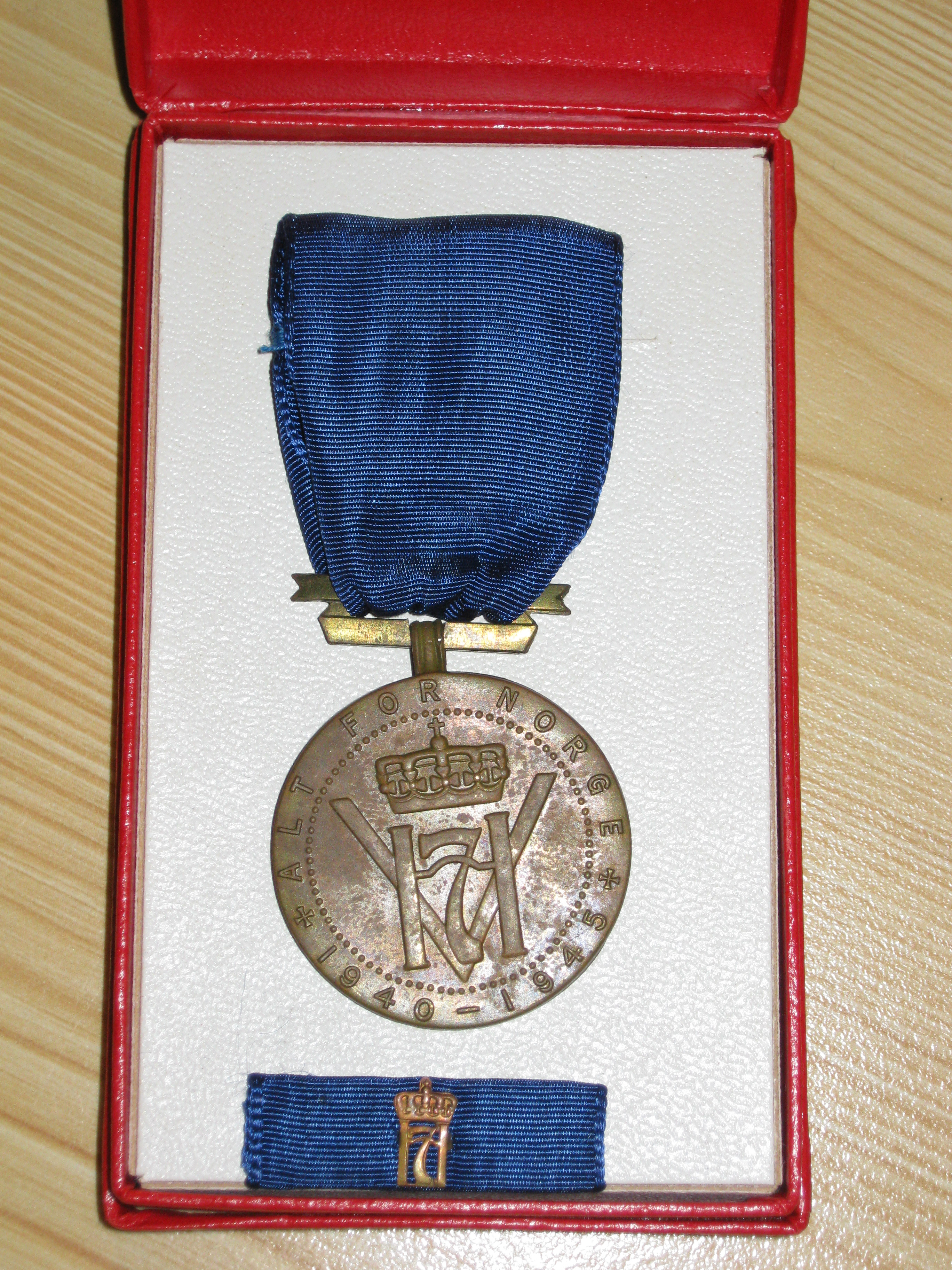
Frihetsmedalj i ask med släpspänne
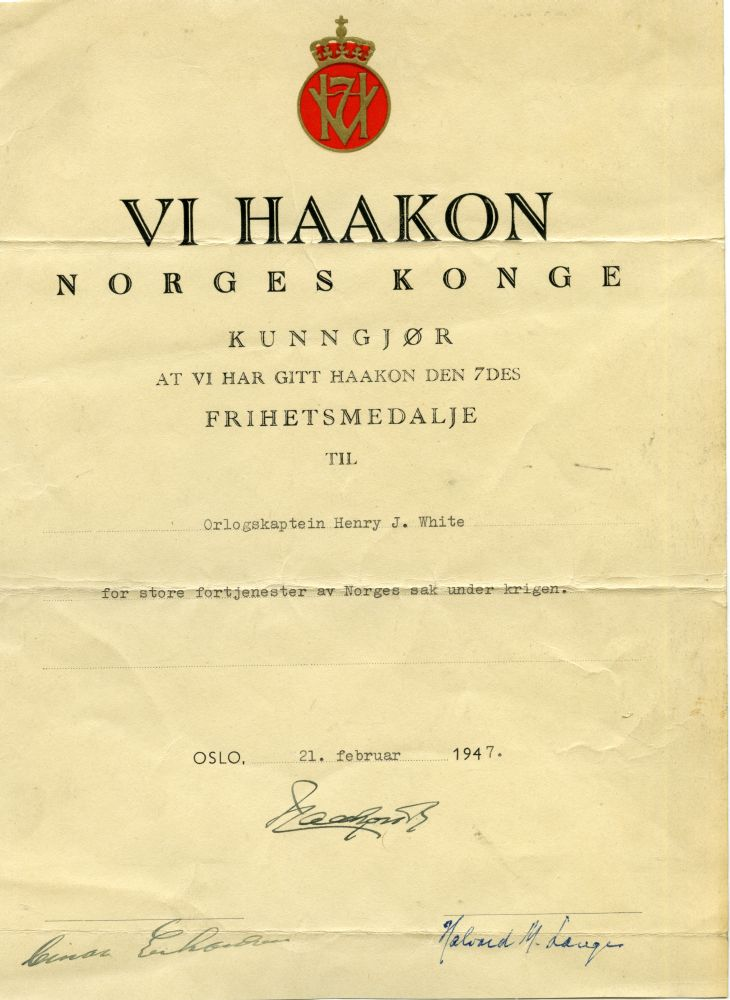
Diplom för medaljutdelning till en amerikansk officer

## Att läsa vidare
- John Monn: Haakon VII Frihetskors og frihetsmedaljen, Forsvarets Forum 1994:16